# 日々野真理
日々野 真理（ひびの まり、10月31日 - ）は、三重県鈴鹿市出身のフリーアナウンサー、スポーツキャスター。

## プロフィール
三重県立津西高等学校、武蔵野女子大学短期大学部卒業後、アメリカ合衆国に留学した。UCLA Extension Center（米国）を修了した。
帰国後、OLからフリーアナウンサーに転身した。1999年よりCS放送でJリーグのレポーターとしてサッカーに関わる。2002年には2002 FIFAワールドカップ期間中、「どこよりも奥深いワールドカップスタジオ」（スカパー!）で毎日10時間にわたりメインキャスターを務める。
スカパー!がJリーグの放映権を獲得し、全試合生中継を行うようになった2007年以降、FC東京戦を中心にピッチレポーターを担当するほか、ハイライト番組であるJリーグアフターゲームショーではアシスタントを務めていた。また女子サッカーの取材も行っており、FIFA女子ワールドカップでは中継を担当しているフジテレビのリポーター・インタビュアーとして現地取材を行っている。
また、朝日ニュースターでキャスターを務め、第45回衆議院議員総選挙（2009年）、第22回参議院議員通常選挙（2010年）の選挙特番をはじめとして特番の司会を担当する機会も多い。
2014年7月31日に結婚した。

## おもな出演番組
- Jリーグ中継（スカパー!）、ヤマザキナビスコカップ（フジテレビワンツーネクスト）レポーター（主にFC東京戦）
- 朝日ニュースター・速報!!記者会見
- 朝日フラッシュニュース（朝日ニュースター製作 千葉テレビ放送・テレビ埼玉・テレビ神奈川）キャスター
- すぽると!（フジテレビ）レポーター、（なでしこジャパン担当、中継先から出演）

## 著書
- 『凛と咲く なでしこジャパン30年目の歓喜と挑戦』（2011年 ベストセラーズ）ISBN 4584133379　（ISBN-13:978-4584133378）